# Amram Mitzna
Amram Mitzna (en hébreu : עמרם מצנע), né le 20 février 1945, est un militaire et homme politique israélien.

## Biographie
Général, puis maire de la ville de Haïfa de 1993 à 2003, il dirige également le parti travailliste depuis sa victoire aux élections du parti en 2002 jusqu'à la défaite des travaillistes aux élections législatives israéliennes de 2003. Il est remplacé à la tête du parti par Shimon Peres en 2003.
En novembre 2005, Mitzna est nommé maire de la ville de Yeruham dans le Néguev par le gouvernement.
En décembre 2012, Mitzna rejoint le nouveau parti centriste Hatnuah créé par Tzipi Livni. Il est élu à la Knesset sur la liste d'Hatnuah lors des élections législatives de 2013.